# Slot Solitude

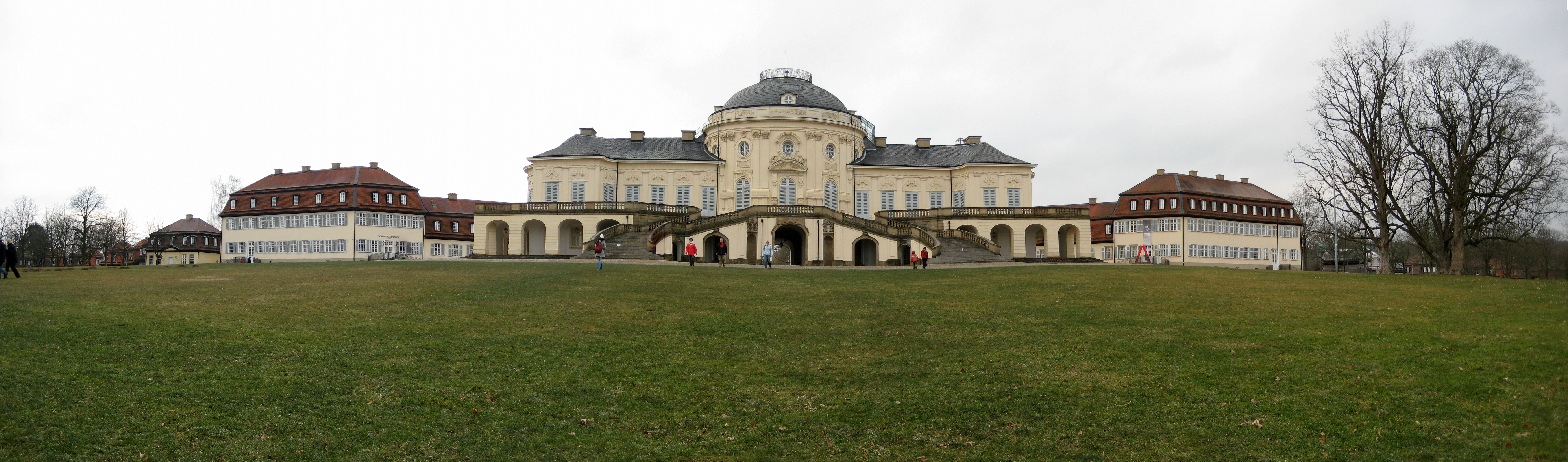
Panorama van het slot, de noordfaçade

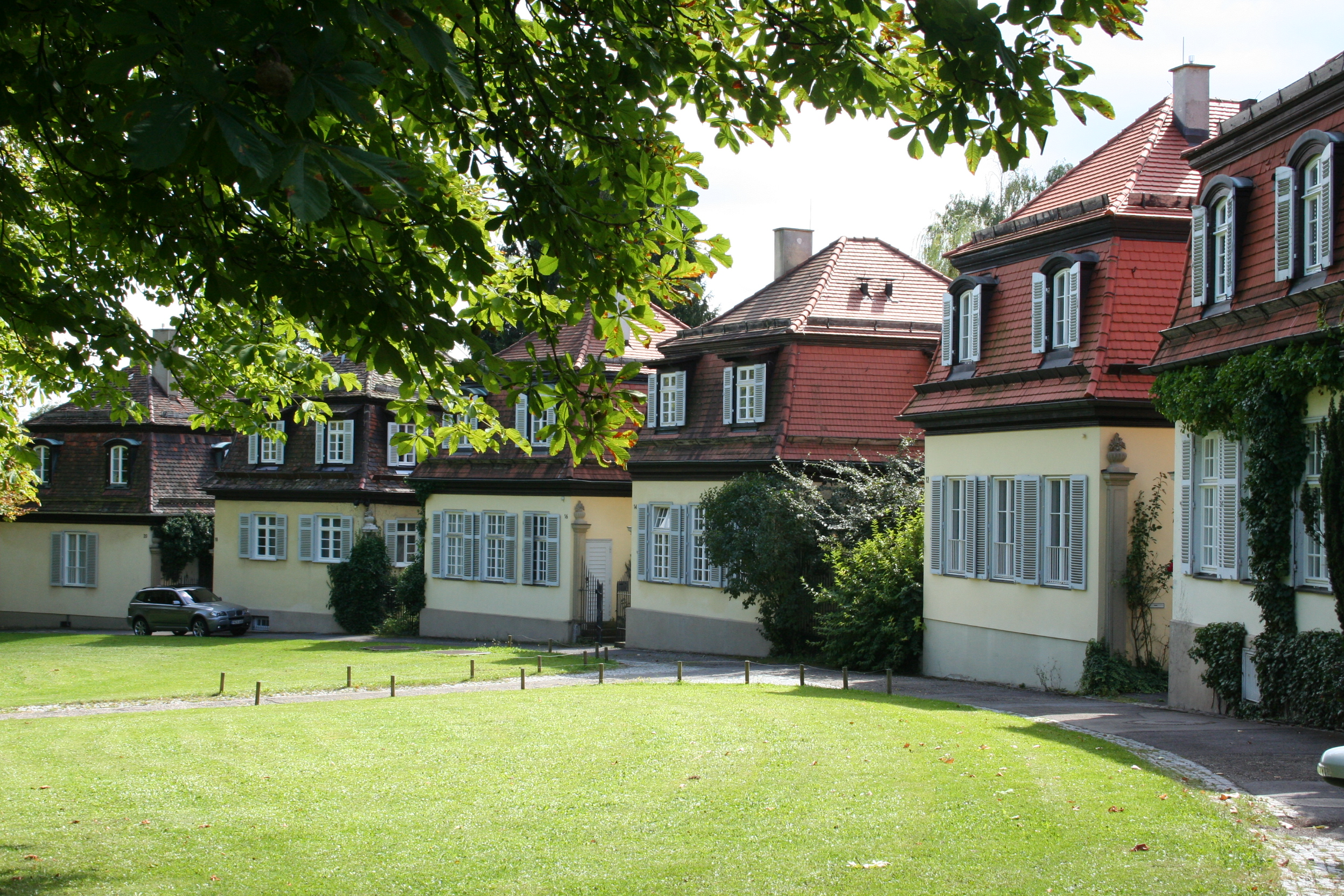
Kavaliershäuschen

Slot Solitude (Duits: Schloss Solitude) werd tussen 1763 en 1769 gebouwd als jachtslot voor hertog Karel Eugenius van Württemberg. Solitude is het Franse woord voor eenzaamheid. Sinds 1942 ligt het kasteel in Stuttgart in het gelijknamige stadsdeel Solitude, dat de naam van het kasteel gekregen heeft. 
Het slot was oorspronkelijk bedoeld als toevluchtsoord (refugium) om de rust op te zoeken, vandaar de naam eenzaamheid. De bouw werd geplaagd door politieke en financiële moeilijkheden. Karel Eugenieus had met Württemberg meegedaan aan de Zevenjarige oorlog tegen Pruisen en stond aan de verliezende kant. De bouw ging ook fors over het budget dat het hertogdom ter beschikking had gesteld. Politieke onenigheden in Stuttgart deden de hertog ook vluchten naar Ludwigsburg. Op lange termijn was het ook moeilijk om het kasteel aan te houden als tijdelijke residentie. Daarom werd er in 1770 een school in ondergebracht. Later werd het nog een kunstacademie, een militaire academie en daarna een universiteit voor kinderen van de elite. Door de hoge onderhoudskosten werd de school gesloten aan het einde van de achttiende eeuw. Het kasteel kwam in verval en werd tussen 1972 en 1983 gerenoveerd. 
Het voormalige stratencircuit Solitudering werd naar het slot vernoemd. 